# Meszno (gromada)
Meszno – dawna gromada, czyli najmniejsza jednostka podziału terytorialnego Polskiej Rzeczypospolitej Ludowej w latach 1954–1972.
Gromady, z gromadzkimi radami narodowymi (GRN) jako organami władzy najniższego stopnia na wsi, funkcjonowały od reformy reorganizującej administrację wiejską przeprowadzonej jesienią 1954 do momentu ich zniesienia z dniem 1 stycznia 1973, tym samym wypierając organizację gminną w latach 1954–1972.
Gromadę Meszno z siedzibą GRN w Mesznie utworzono – jako jedną z 8759 gromad na obszarze Polski – w powiecie nyskim w woj. opolskim, na mocy uchwały nr VII/25/54 WRN w Opolu z dnia 4 października 1954. W skład jednostki weszły obszary dotychczasowych gromad Meszno, Ratnowice i Śliwice ze zniesionej gminy Trzeboszowice oraz przysiółek Zwierzętnik z dotychczasowej gromady Wierzbno ze zniesionej gminy Kałków w tymże powiecie. Dla gromady ustalono 10 członków gromadzkiej rady narodowej.
Gromadę zniesiono 31 grudnia 1959, a jej obszar włączono do gromad: Trzeboszowice (wsie Meszno i Ratnowicze) i Kałków (wieś Śliwice) w tymże powiecie.